# Vitlupin

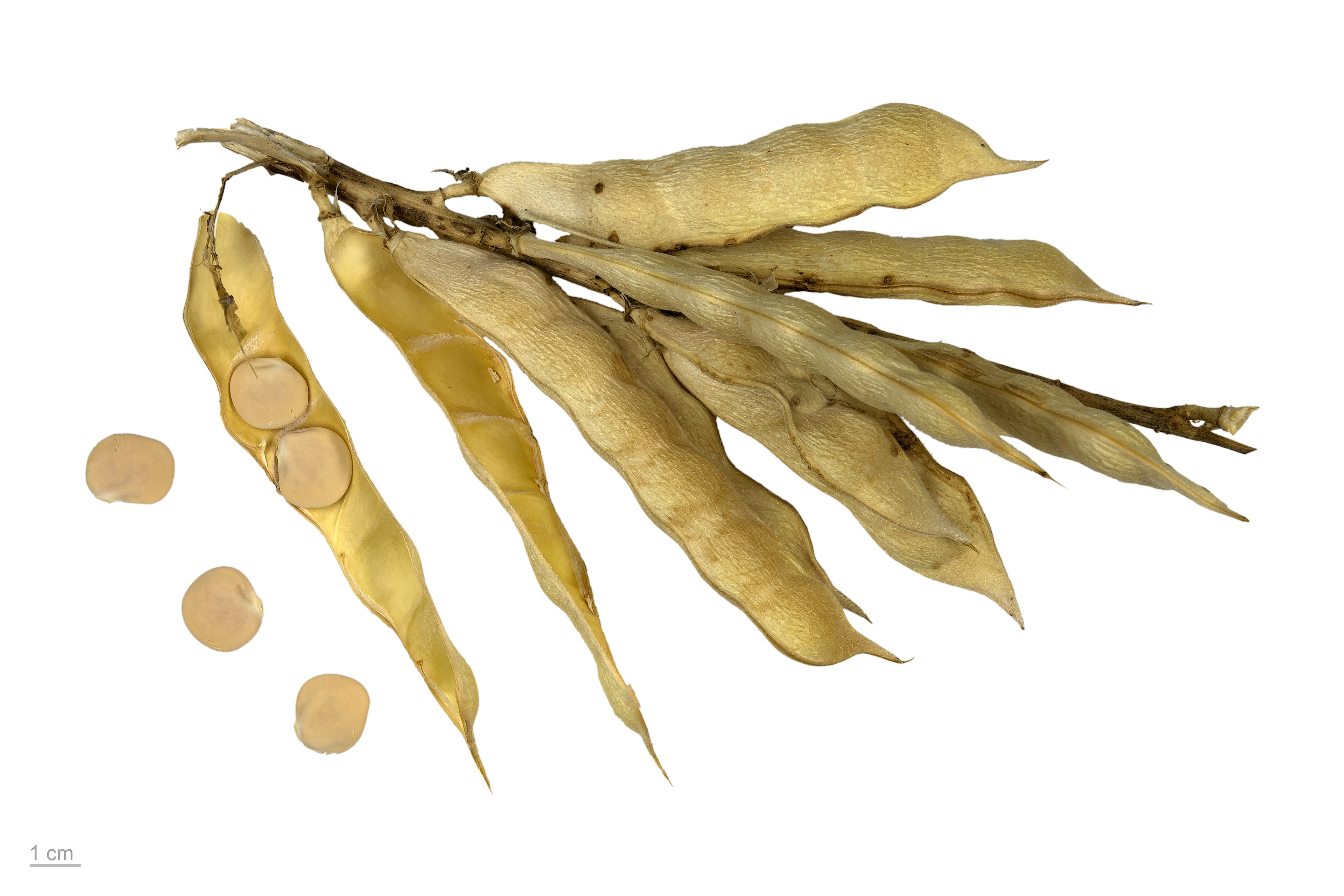
Lupinus albus

Vitlupin (Lupinus albus) är en ärtväxtart som beskrevs av Carl von Linné. Den  ingår i släktet lupiner  . Arten förekommer tillfälligt i Sverige, men reproducerar sig inte.
Växten blir upp till 120 cm hög. Den blommar i maj och juni.

## Utbredning
Vilda populationer av vitlupin hittas från Slovenien, Kroatien, Albanien och Bulgarien över Grekland (inklusive Kreta) till asiatiska delar av Turkiet. För populationer i Israel och Jordanien är inte klart om de är inhemska eller introducerade. Vitlupin växer i låglandet och i kulliga områden upp till 750 meter över havet. Den hittas på ängar, på betesmarker och ödemark. Vitlupin förekommer som införd art på Korsika, Sicilien och i Egypten.

## Underarter
Arten delas in i följande underarter:
- L. a. albus
- L. a. graecus

## Livsmedel och medicinsk betydelse
Vitlupin används som livsmedel i medelhavsområdet och mellanöstern och finns dels som söt vitlupin och dels som bitter. Den bittra innehåller alkaloider som lupinin och felaktigt tillredda kan de orsaka antikolinerga symtom som muntorrhet, konfusion, dimsyn, nedsatt tarmmotorik, mydriasis, feber, takykardi och urinretention. 

## Bevarandestatus
Lokala bestånd hotas av intensivt bruk av betesmarker. Hela populationen betraktas som stabil. IUCN listar arten som livskraftig (LC).

## Bildgalleri

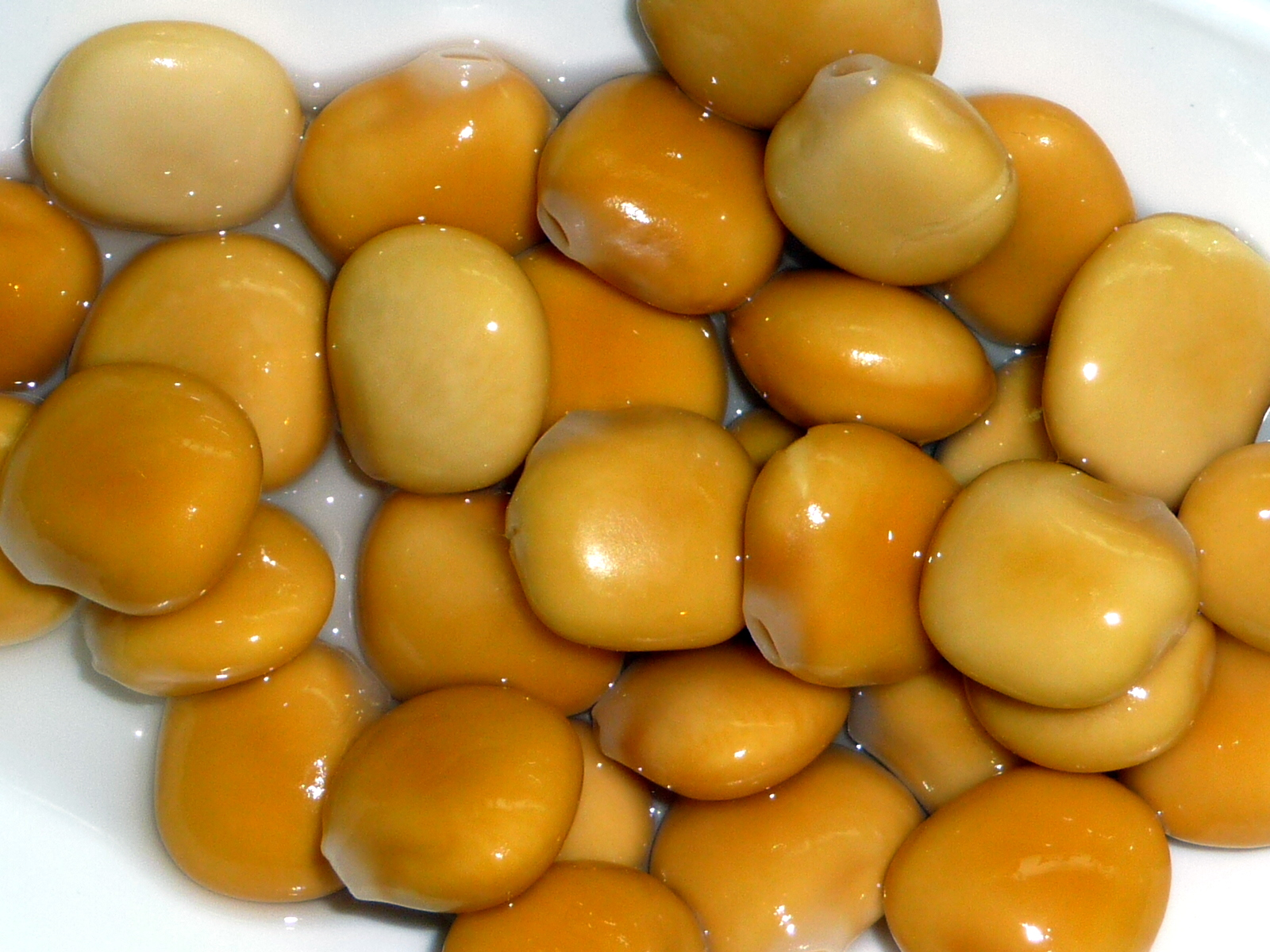